# Deca-Dence
Deca-Dence (яп. デカダンス дэкадансу) — оригинальный аниме-сериал, созданный студией NUT. Его премьера состоялась 8 июля 2020 года.

## Сюжет
Из-за появления новых форм жизни, ставших известных как «гадол», человечество оказалось на грани вымирания из-за уничтожения 90 % населения мира. Выжившие построили мобильную крепость высотой в 3 км под названием Дека-денс, чтобы защищаться от угрозы гадолов. В городе-крепости в качестве источника энергии используется оксион, который течет по венам гадолов, а в качестве пищи — мясо гадолов. Население делится на гирсов, сражающихся с гадолами, и танкеров, поддерживающих инфраструктуру города. Фактически же Дека-денс управляется корпорацией Solid Quake как колоссальный развлекательный центр на континенте под названием Евразия, в котором цифровые жители могут спокойно ввязываться в приключения без риска получения реальной травмы.
Скромная девушка-танкер Нацумэ мечтает стать одной из гирсов после смерти её отца в ходе одной из атак гадолов. Её назначают в команду технического обслуживания, возглавляемую Кабураги, который скрывает больше, чем кажется. Кабураги имеет секретную роль в устранении «багов», людей, которые угрожают операциям Solid Quake. Когда Кабураги обнаруживает, что Нацумэ числится в базе данных компании мертвой, он решает присматривать за ней и предлагает научить ее сражаться.

## Производство
Первые идеи для оригинального проекта начали обсуждаться еще в 2016 году. Идея окончательного сеттинга для аниме родилась из сделанного Татикавой наброска робота, ставшего разрушаться от времени. Этот набросок заинтересовал продюсера, так что был создан мир, в котором противостояние гигантских зверей и движущейся крепости — обыденность. Его окончательно выбрали и решили вплотную заняться его разработкой летом 2017 года.
Kadokawa анонсировало проект 5 июля 2019 года. Режиссёром был назначен Юдзуру Татикава, сценаристом — Хироси Сэко, за дизайн персонажей отвечали Помодороса и Синъити Курита, а за музыку — Масахиро Токуда. Ранее Татикава и Сэко уже работали вместе над обоими сезонами «Моб Психо 100». Для студии NUT это стало первой оригинальной работой, а не экранизацией других произведений.
Название аниме Deca-Dence созвучно декадентству и подразумевает негативное значение слова, так как основными темами произведения являются «разрушение» и «упадок». Для режиссёра при выборе названия также было важно, что «дека» созвучно японскому «дэкай», описывающему громадные объекты, а «денс» произносится в японском также как и «танец», но имеет то же значение, что и «жить». Таким образом в название оказались заложены два противоположных значения — «разрушаться» и «жить на полную».
Ранний показ первой серии прошёл на FunimationCon 2020 3 июля 2020 года. Официальная трансляция началась 8 июля 2020 года на AT-X и других каналах. Funimation лицензировал сериал для стриминга на английском языке. Вступительная песня «Театр Жизни» исполняется Кономи Судзуки, а завершающая — «Киоку но хакобунэ» («Ковчег воспоминаний») — Каситаро Ито.

## Критика
Союз режиссёра и сценариста «Моб Психо 100» обратил внимание критиков на данное аниме еще до его выхода, отметив его в качестве одного из самых ожидаемых в сезоне.
Премьерная серия получила высокую оценку критиков Anime News Network. В своих превью к сериалу они отметили восхитительную графику и анимацию, удачное использование CG в боевых сценах и креативный дизайн монстров-кайдзю. Несмотря на то, что многие моменты экспозиции сюжета довольно стандартны для аниме — боевые роботы, энергичная героиня, да и сами кайдзю встречаются часто — отличное исполнение и их сочетание оставляет сильное впечатление.
Начало сериала завлекает своим сюжетом, который выглядит как смесь «Хроник хищных городов», «Гуррен-Лаганна» и «Атаки на титанов», но потом повествование меняется и становится ближе к Sword Art Online и «Трону» и даже «Матрице». 